# Fayet, Aisne

Fayet este o comună în departamentul Aisne din nordul Franței. În 1 ianuarie 2022 avea o populație de 711 de locuitori.